# Zangalewa
Zangalewa è una canzone popolare del Camerun, chiamata a volte anche Zamina mina. Il suo ritmo è accattivante e viene intonata volentieri durante una marcia.
È stata resa popolare dal gruppo Golden Sounds nel 1986 che ha avuto un tale successo con questa canzone da cambiare il suo nome in Zangalewa.

## Testo
Zamina mina hé hé

Waka waka éé é

Zamina mina zaaangaléwa

Ana wam a a

yango é é

yango éé é

Zamina mina zaaangaléwa

Ana wam a a
Ne esistono numerose varianti, per via della trasmissione orale:
Zaminamina oh oh

Waka waka eh eh

Zaminamina zangalewa

Anawam ah ah

dJango eh eh

dJango eh eh

Zaminamina zangalewa

Anawam ah ah
Altra variante :
Zamina mina éh éh

Waka waka éh éh

Zamina mina zangalewa

Anawam ah ah

Zambo oh oh

Zambo éh éh

Zamina mina zangalewa

Anawa ah ah

## Traduzione
Questa canzone è interpretata in lingua fang, diffusa in Gabon, nel sud del Camerun, nella Guinea Equatoriale, e più ad est nell'Africa Centrale. Spesso è cantata senza che se ne comprenda il significato. Za engalomwa in lingua Fang significa "Chi ti ha mandato?": ed è la domanda che un militare fa ad un altro camerunese di origine straniera.
Il termine Zangalewa può provenire anche da un'espressione ewondo: za anga loe wa? o "chi vi ha chiamato?" Il Camerun è un paese multietnico e multilingue, non tutti i soldati potevano parlare ewondo. Inoltre con il tempo, za anga loe wa divenne Zangalewa come la sentiamo ora.
Quando le giovani reclute della Guardia Repubblicana del Camerun lamentano i rigori della vita militare, i loro leader ed i loro coetanei di età superiore pongono loro questa domanda: za anga loe wa? Che si può intendere come "nessuno ti ha costretto ad entrare nell'esercito, non ti lamentare più!".
Traduzione letterale e semantica
Za mina mina hé hé. (altra pronuncia "Zar mina o Zak mina")

Vieni tu hé hé.

Vieni Vieni hé hé.

Wa ka

Tu (o voi) fai

za an ga lè wa

chi ha (fatto l'azione di) chiamarti?

chi ti ha chiamato?

Ana wam ha ha

si è la mia (azione di chiamarmi)

si sono stato io

yango hé hé

Aspetta hé hé
Traduzione completa in Italiano
Vieni Vieni hé hé

tu l'hai fatto, tu l'hai fatto hé hé

Vieni Vieni

chi lo ha fatto ?

si sono stato io

Aspetta hé hé

Aspetta hé hé

Vieni Vieni

chi lo ha fatto ?

si sono stato io

## Interpreti
La canzone è stata interpretata da:
- Las chicas del can, un gruppo della Repubblica Dominicana che la riprende nel brano El negro no puede del 1988 a ritmo di merengue.[1]
- Shakira la riprende nel singolo Waka Waka (This Time for Africa), prodotta in collaborazione con il gruppo sudafricano Freshlyground. È stata la canzone ufficiale del Campionato mondiale di calcio 2010 tenutosi in Sud Africa ed è stata suonata in occasione delle cerimonie di apertura e di chiusura del mondiale.
- Baby Gang utilizza l’espressione all’interno del brano Que Lo Ke nell’album Innocente nel 2023.